# George J. Mitchell
George John Mitchell, Jr. MBE, (Waterville, 20 de agosto de 1933) é um advogado, empresário e político americano. Membro do Partido Democrata, Mitchell serviu como senador dos Estados Unidos por Maine, de 1980 á 1995 e como líder da maioria no Senado de 1989 á 1995.
Desde que se aposentou do Senado, Mitchell assumiu uma variedade de posições na política e nos negócios. Ele assumiu um papel de liderança nas negociações de paz na Irlanda do Norte e no Oriente Médio, sendo especificamente nomeado  enviado especial dos Estados Unidos para a Irlanda do Norte (1995-2001) pelo então presidente Bill Clinton e, como enviado especial dos EUA pela Paz no Oriente Médio (2009-2011) pelo presidente Barack Obama. Ele era um arquiteto principal do "Mitchell Principles" de 1996 e do Good Friday Agreement na Irlanda do Norte, e foi o principal investigador dos "Mitchell Reports", sobre o conflito árabe-israelense (2001) e um sobre o uso de melhorar o desempenho de drogas no beisebol (2007).
Mitchell serviu como presidente do conselho de diretoria da The Walt Disney Company a partir de março de 2004 até janeiro de 2007, e mais tarde como presidente da empresa de advocacia internacional DLA Piper. Ele foi o Chanceler da Universidade de Queen, em Belfast, Irlanda do Norte, no período de 1999 a 2009. Mitchell atualmente atua como co-presidente da Comissão de Habitação no Bipartisan Policy Center. Ele é um ex-membro do Comitê Gestor do grupo Bilderberg.